# Robert Thomson Leiper

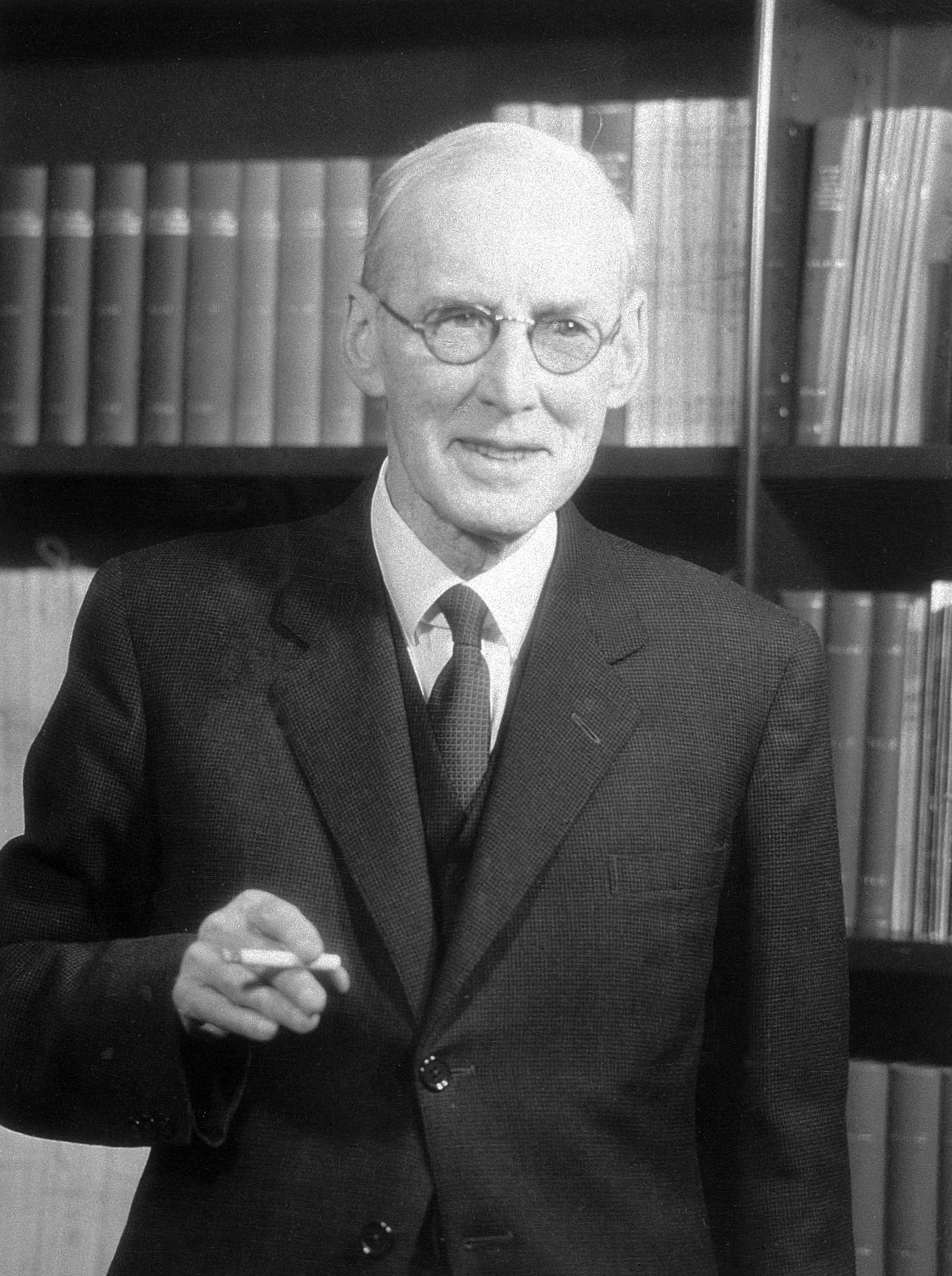
Robert Thomson Leiper (1960)

Robert Thomson Leiper (geb. 17. April 1881 in Kilmarnock; gest. 21. Mai 1969) war ein britischer Parasitologe und Helminthologe. Er wird auch als „Vater der Helminthologie des Britischen Commonwealth“ bezeichnet.

## Leben
Nach seinem Medizinstudium an der Universität Glasgow ging Leiper 1905 an die London School of Tropical Medicine. Bereits vor seinem Studienabschluss hatte er 1902 in Nature über den Plattwurm Avagina unicolor publiziert. Er nahm an einer Expedition in Ghana teil und klärte hier den Lebenszyklus des Medinawurms auf. 1906 und 1907 war er Mitglied einer Expedition in Uganda teil, 1915 bis 1916 reiste er nach Ägypten und klärte hier die Kontroversen bezüglich der Pärchenegel. Zudem ergründete er die Lebenszyklen von Schistosoma mansoni und Schistosoma haematobium. 1912 bis 1913 weilte er im südlichen Nigeria und bestätigte die Vermutung Patrick Mansons, dass Bremsen der Gattung Chrysops die Vektoren der Loiasis sind.
Nach Mansons Tod wurde Leiper 1918 auf den Courtauld Chair für Helminthologie berufen, 1923 zum Fellow der Royal Society. Er begründete 1923 das bis heute bestehende Journal of Helminthology. Leiper blieb bis zu seiner Pensionierung 1947 an der London School of Tropical Medicine und arbeitete danach noch bis zu seinem 77. Lebensjahr (1958) als Direktor des Commonwealth Bureau of Helminthology in St Albans. Leiper verfasste 180 wissenschaftliche Arbeiten. Er erhielt die Mary Kingsley Medal der Liverpool School of Tropical Medicine, die Bernhard-Nocht-Medaille des Hamburger Bernhard-Nocht-Instituts, wurde Mitglied des Order of St Michael and St George sowie Ehrendoktor der University Glasgow.
Drei Jahre nach seinem Wechsel nach London heiratete Leiper die in Liverpool praktizierende Zahnärztin Ceinwen Saron Jones. Das Paar hatte drei Kinder und blieb 58 Jahre, bis zu ihrem Tod 1966, verheiratet.
Nach Leiper sind die Fadenwurmgattungen Leiperenia, Leiperia, Leiperiatus und Leipernema benannt.